# 11704 Gorin
11704 Gorin è un asteroide della fascia principale. Scoperto nel 1998, presenta un'orbita caratterizzata da un semiasse maggiore pari a 2,3716634 UA e da un'eccentricità di 0,1272249, inclinata di 7,04624° rispetto all'eclittica.